# Проспери, Гонсало
Гонсало Себастьян Проспери (исп. Gonzalo Sebastián Prósperi; родился 3 июня 1985 года, Буэнос-Айрес, Аргентина) — аргентинский футболист, правый защитник.

## Клубная карьера
Проспери — воспитанник футбольной академии клуба «Архентинос Хуниорс». В 2003 году он дебютировал за команду в аргентинской Примере. В 2005 году для получения игровой практики Гонсало на правах аренды перешёл в клуб второго дивизиона «Годой-Крус». Проспери не всегда выходил на поле в основном составе, но сыграл большую часть матчей и помог команду выйти в элиту по итогам сезона.
После возвращения в «Архентинос Хуниорс» Гонсало ещё на протяжении трёх сезонов боролся за место игрока основы. В 2009 году с приходом в команду тренера Клаудио Борги, Проспери стал одним из лидеров команды. 1 декабря того же года в матче против «Химансии Ла-Плата» он забил свой первый гол за клуб. В 2010 году Гонсало сыграл важную роль в чемпионстве «Хуниорс». В 2011 году он дебютировал за клуб в Кубке Либертадорес.
В 2012 году Проспери перешёл в «Сан-Лоренсо». 5 августа в матче против «Сан-Мартина» он дебютировал за новую команду. В 2014 году Гонсало во второй раз стал чемпионом Аргентины, а также выиграл Кубок Либертадорес. В феврале 2016 года он помог «Сан-Лоренсо» выиграть Суперкубок Аргентины. Летом 2016 года Проспери на правах аренды перешёл в «Банфилд». 29 августа в матче против «Ривер Плейт» он дебютировал за новую команду.

## Достижения
Командные
 «Архентинос Хуниорс»
- Чемпионат Аргентины по футболу — Клаусура 2010

 «Сан-Лоренсо»
- Чемпионат Аргентины по футболу — Инисиаль 2013/2014
- Обладатель Кубка Либертадорес — 2014
- Обладатель Суперкубка Аргентины — 2015